# Eupithecia rudniki
Eupithecia rudniki är en fjärilsart som beskrevs av András Vojnits 1973. Eupithecia rudniki ingår i släktet Eupithecia och familjen mätare. Inga underarter finns listade i Catalogue of Life.

## Bildgalleri

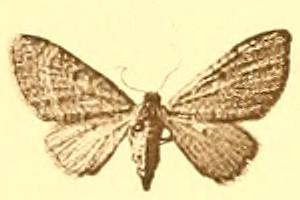
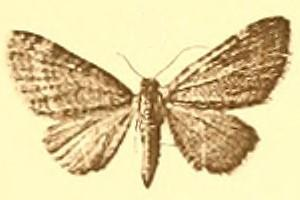